# Jorge Andrés Martínez Boero
Pour les articles homonymes, voir Boero.
Pas d'image ? Cliquez ici
Jorge Andrés Martínez Boero (né le 3 juillet 1973 à San Carlos de Bolívar et mort le 1er janvier 2012 à Santa Rosa de la Pampa), est un pilote de moto argentin. Il est le fils du pilote automobile Jorge Martínez Boero (es), surnommé « El Gaucho de Bolívar » (1937-2004).
Il est mort le 1er janvier 2012 à l'âge de 38 ans, lors de la première étape du Rallye Dakar 2012,.
Le 1er janvier 2012 à 10h20 au km 55 de la première étape du Rallye Dakar 2012 entre Mar del Plata et Santa Rosa, Boero fait une forte chute qui lui cause un traumatisme à la poitrine. L'accident se produit dans une très longue ligne droite, quand sa moto s'est mise à culer et sa roue arrière à patiner. Cet incident le fait entrer dans un fossé, son corps projeté tombant sur la base où le GPS avait été installé. Quand l'un des pilotes est allé l'aider, il lui a demandé de faire demi-tour car il se sentait très mal. Il s'est soudainement évanoui à la suite d'une crise cardiaque causée par l'accident. Il meurt pendant le transfert en hélicoptère à l'âge de 38 ans. À Bolívar, le deuil administratif a été décrété pendant trois jours.